# Богданівка (Кальміуський район)
Богдані́вка (Даутріх, Костянтинівський, Даудріх, Даудріхсфельд, Марксфельд) — село в Україні, у Бойківській громаді Кальміуського району Донецької області. Населення становить 580 осіб.

## Загальні відомості
Відстань до центру громади становить близько 10 км і проходить автошляхом Т 0508. Землі села межують із територією с. Сонцеве Старобешівського району Донецької області.
Перебуває на території, яка тимчасово окупована російськими терористичними військами.

## Історія
Лютеранський хутір, заснований під назвою Даутріх (Костянтинівський; також Даудріх/Daudrich, Даудріхсфельд/Daudrichsfeld, Марксфельд/Marxfeld), до 1917 — область Війська Донського, Таганрозька округа, Олександрівська волость; у радянські часи — Сталінська область, Тельманівський (Остгаймський) німецький/Старо-Каранський район. Лютеранський прихід Розенфельд. Землі 600 десятин (1915; 6 подвір'їв). Цегельний завод К—з «Наш труд». Мешканців: 44 (1915), 30 (1918), 84 (1924).
7 (20) листопада 1917 року, відповідно до Третього Універсалу Української Центральної Ради, увійшло до складу Української Народної Республіки.
4 липня 2016-го українські сили відбили атаку групи з восьми терористів неподалік від Богданівки.

## Населення
| Рік  | Кількість мешканців |
| ---- | ------------------- |
| 1915 | 44                  |
| 1918 | 30                  |
| 1924 | 84                  |

За даними перепису 2001 року населення села становило 580 осіб, із них 74,14 % зазначили рідною мову українську, 25,52 % — російську, 0,17 % — білоруську та грецьку мови.